# Plesiochrysa armstrongi
Plesiochrysa armstrongi is een insect uit de familie van de gaasvliegen (Chrysopidae), die tot de orde netvleugeligen (Neuroptera) behoort. 
Plesiochrysa armstrongi is voor het eerst wetenschappelijk beschreven door Esben-Petersen in 1928.